# Heteronyx unicus
Heteronyx unicus är en skalbaggsart som beskrevs av Blackburn 1900. Heteronyx unicus ingår i släktet Heteronyx och familjen Melolonthidae. Inga underarter finns listade i Catalogue of Life.